# Tor Österlund
Tor Österlund (Hanko, 8 luglio 1935 – Hanko, 9 febbraio 2022) è stato un calciatore finlandese, di ruolo attaccante.

## Carriera

### Club
Gioca per anni nell'HIK Hanko. Nel 1962 vince il titolo marcatori con 22 centri in 18 giornate di campionato: nonostante ciò, la squadra retrocede terminando il torneo all'ultimo posto. Tra il 1965 e il 1969 gioca in squadre svedesi prima di tornare in patria a chiudere la carriera.

### Nazionale
Esordisce il 18 ottobre 1959 contro la Polonia (1-3).

## Palmarès

### Individuale
- Capocannoniere del campionato finlandese: 1

1962 (22 gol)